# Bajá

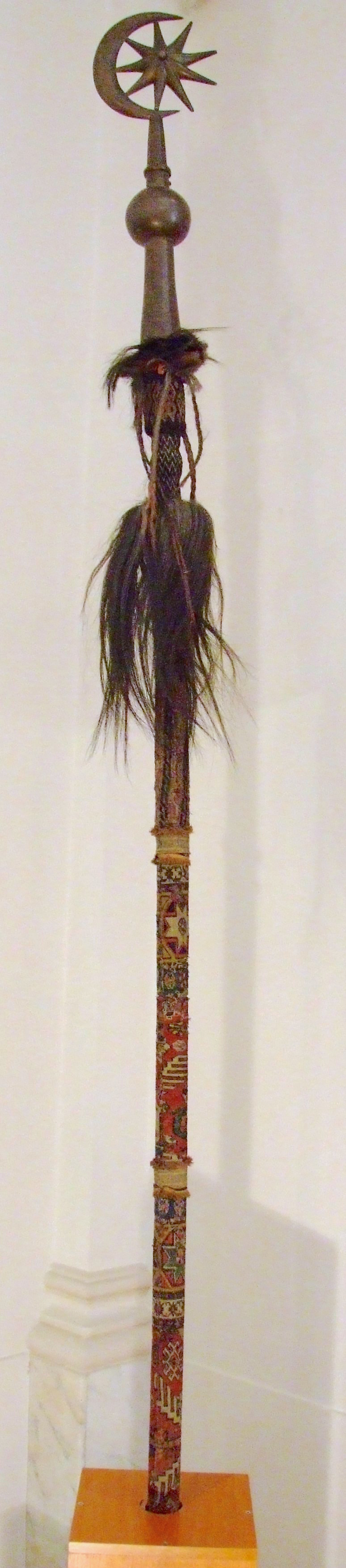
Insignia de pachá otomano capturada por los rumanos en 1877.

Un bajá, un pashá o un pachá (en turco: Paşa; en árabe: باشا [Bāšā]; frecuentemente escrito también como pasha) es un título originalmente usado en el Imperio otomano y se aplica a hombres que ostentan algún mando superior en el ejército o en alguna demarcación territorial. Habitualmente equivale a gobernador, general o almirante, según el contexto. También se utiliza como título honorífico en algunos países musulmanes, en cuyo caso equivaldría al título inglés Sir u otros análogos.[cita requerida]
El gobierno de un bajá o el territorio por él gobernado se llama bajalato.

## Etimología
Ambos términos tienen el mismo origen y están integrados en la lengua castellana. El primero, bajá, es más antiguo y procede del árabe bāšā (باشا),[cita requerida] y este del turco paşa; el otro, pachá, procede del francés pacha, que lo toma del turco.[cita requerida] La palabra turca, a su vez, podría ser una modificación del persa pādišāh (پادشاه), que equivale a «rey», y  que era usada como uno de los títulos del sultán otomano; o bien descender del turco başağa, de baş —pronunciado paş en algunos dialectos—, que significa «cabeza, superior» + ağa «señor».[cita requerida]
En castellano se suele utilizar bajá cuando se refiere a un contexto magrebí y pachá cuando se trata de un contexto otomano, aunque ambas palabras son intercambiables.[cita requerida]

## Uso
El título de pachá era otorgado por el sultán otomano o, en su nombre y en Egipto, por el jedive o virrey de este territorio norteafricano. Originalmente se aplicaba a jefes militares, y luego también a gobernadores de territorios. Más adelante se utilizó asimismo como título honorífico (no hereditario) que la corte otorgaba a personas, con cargo o sin él, a las que deseaba honrar. Como otros títulos de origen turco, se pospone al nombre.
El título de pachá es inferior al de jedive o visir, pero superior al de bey o agá. Existían en el ámbito otomano tres grados de pachás, cuyas insignias se distinguían por el número de colas de caballo, yak o pavo real que llevaban. Las colas son una supervivencia de la tradición mongola. Así, había pachás con insignias de una, dos o tres colas, que mostraban su posición dentro de la escala de mando. Solo el sultán, como comandante en jefe de los ejércitos, podía llevar una insignia de cuatro colas.
Varios cargos oficiales llevaban asociado el título de pachá: 
- El gran visir (vizir-i azam, equivalente a un primer ministro)
- mushir (mariscal)
- ferik (teniente general o vicealmirante)
- liva (general de división)
- El kizlar aga (jefe de los eunucos del palacio de Topkapi, que era además jefe de los alabarderos del sultán).
- El shayj al-islam (jeque del islam) o jefe de los ulemas.
- El beylerbeyi («bey de beyes» o gobernador general) solía ser pachá de dos colas.
- El valí (gobernador de un valiato o provincia), igual que el anterior.

En Marruecos, uno de los pocos lugares del mundo árabe que quedó fuera de la influencia otomana, se implantó, sin embargo, el título, que se sigue utilizando y equivale al de gobernador. 
Debido a que los ciudadanos otomanos no tenían apellido, a menudo el título de pachá se convierte en uno a efectos prácticos, como es el caso con personajes como Pargalı İbrahim Paşa, Safranbolulu İzzet Mehmed Pasha, Keçecizade Mehmet Fuat Pasha, Turhan Pasha Përmeti, Lala Kara Mustafa Pasha, Kapudan Pasha, Emin Pasha, Çandarlı Halil Pasha o Ali Pasha.